# Gott mit uns

Estandarte imperial com o lema prussiano Gott mit uns.

As armas da Prússia, 1933–1935

Gott mit uns ("Deus conosco") é uma frase comumente usada na heráldica na Prússia (a partir de 1701) e mais tarde pelos militares alemães do período abrangendo o Império Alemão (1871 a 1918), o Terceiro Reich (1933 a 1945), a Alemanha Ocidental (até 1962) e pela polícia alemã (até 1970).
O lema Imperial Russo, "Съ нами Богъ!" ("S nami Bog!"), também traduz o mesmo.[carece de fontes?]

## Origens
Nobiscum Deus em latim, Μεθ ημων ο Θεος (Meth imon o Theos) em grego, С Hами Бог (S Nami Bog) em eslavo eclesiástico, ou God with us em inglês, foi um grito de guerra do tardio Império Romano e do Império Romano do Oriente. Isso é também um popular hino da Igreja Ortodoxa, cantado durante o serviço de Grandes Completas (Μεγα Αποδειπνον).
O autor do Evangelho Segundo Mateus da Bíblia Cristã, em Mateus 1:23, refere para a profecia escrita em  Isaías 7:14 que uma criança irá nascer de uma jovem mulher e irá ser dado o nome עמנואל (Immanuel ou Emanuel) – qual significa Deus [está] Conosco.
A frase foi usada pela primeira vez na Alemanha pela Ordem Teutônica. No século XVII, a frase Gott mit uns foi usada como uma 'palavra de campo', um meio de  reconhecimento similar a uma senha, pelo exército de Gustavo Adolfo nas batalhas de Breitenfeld (1631), Lützen (1632) e Wittstock (1636) na Guerra dos Trinta Anos. Em 1701, Frederico I da Prússia mudou seu brasão de armas como Príncipe-eleitor de Brandenburgoː o lema Gott mit uns foi inscrito no pedestal.

## Uso

Brasão de armas de Frederico I da Prússia de uma xilogravura, 1709.

A Ordem Prussiana da Coroa foi o mais baixo ranking da ordem de cavalaria da Prússia, e foi instituída em 1861. O  disco central dourado  mostra  a coroa da Prússia, cercada por um anel esmalte azul com  o lema do Império Alemão, Gott Mit Uns.
Na época da conclusão da unificação alemã em 1871, o estandarte imperial carregava o lema Gott mit uns nas armas de uma Cruz de Ferro. Moedas de 3 e 5 marcos de prata e 20 marcos de ouro imperiais alemães tinham Gott mit uns inscrito em sua borda.
Soldados alemães tinham Gott mit uns inscrito em seus capacetes na Primeira Guerra Mundial. Para os alemães isso era um  grito de  guerra, "bem como um lema imperial Protestante, a expressão da religiosidade alemã, mentalidade única política e étnica, ou as numerosas unidades de altar, trono e Volk (povo)". O slogan entrou na mentalidade de ambos os lados; em 1916 uma charge foi impressa no New York Tribune intitulada "Gott Mit Uns!", mostrando "um oficial alemão com um capacete em bico segurando um revólver fumegante,  de pé sobre a sangrenta forma de uma enfermeira. Isso simbolizou a ascendente demanda popular que os Estados Unidos abandonassem sua neutralidade".
Em junho de 1920, George Grosz produziu uma coleção litográfica em três edições intitulada Gott mit uns. Uma sátira sobre a sociedade alemã e a contrarrevolução, a coleção foi rapidamente banida. Grosz foi acusado de insultar o  exército, qual resultou em  300 marcos alemães de multa e a destruição da coleção.
Durante a Segunda Guerra Mundial, os soldados da Wehrmacht usavam este slogan em suas fivelas de cinto, como opostos para membros da Waffen-SS, que usavam o lema Meine Ehre heißt Treue ('Minha Honra chama-se Lealdade'). Após a guerra o lema foi também usado pela Bundeswehr e polícia alemã. Foi substituído com "Einigkeit und Recht und Freiheit" ("Unidade e Justiça e Liberdade") em 1962 (na polícia nos anos 1970), a primeira linha da terceira estrofe da Lied der Deutschen, o hino nacional alemão.

## Na cultura popular
A terceira faixa no álbum Carolus Rex pela banda sueca de power metal Sabaton é intitulada "Gott Mit Uns", e é sobre a Batalha de Breitenfeld de 1631.
No anime Hellsing por Kouta Hirano, a frase aparece no selo Hellsing, qual pode ser vista nas luvas do personagem-título.
Em 1964, o compositor norte americano  Bob Dylan, na canção "With God on Our Side" (Com Deus do nosso lado),  aborda a tendência de nações, tribos ou sociedades acreditarem  que Deus sempre vai ficar do seu lado, opondo-se àqueles com os quais discordam, deixando assim inquestionável a moralidade das guerras travadas e as atrocidades cometidas. 